# CNT Jornal
CNT Jornal é um telejornal brasileiro produzido e exibido pela Central Nacional de Televisão, indo ao ar de segunda à sexta, às 22h. Estreou em 24 de maio de 1993 com a apresentação de César Júnior e Patrícia Moskwyn, sendo o programa mais antigo ainda em exibição na emissora. É apresentado atualmente por Carina Godói.

## História
O telejornal estreou junto com a CNT, em 1993, quando a emissora paranaense fez investimentos maciços em jornalismo. Para isso, vieram César Júnior, famoso radialista local, e Patrícia Moskwyn. Em 1994, contratou a apresentadora carioca Leila Richers, recém-saída da Rede Manchete. Nessa primeira fase, o jornal era gravado na sede da CNT, em Curitiba. Ana Maria Tahan comentava as notícias de São Paulo, Ana Maria Nascimento Silva comentava as notícias do Rio de Janeiro e, em Brasília, comentava a jornalista Patrícia Moskwyn e com Fernanda Rocha na previsão do tempo. Ainda contava com os comentários de Alexandre Machado na política, Carlos Brickmann e Aloísio Brondi na editoria econômica. O jornal foi renomeado em 1995 para Brasil Já, em novo formato, com os apresentadores Patrícia Moskwyn, Gilberto Campos e Carlos Marassi.
Em 1996, Ricardo Kotscho foi contratado como diretor geral do jornalismo da CNT e o telejornal foi relançado. Nessa nova fase, passou a contar com um novo time de comentaristas com Mino Carta, Ancelmo Gois, Juca Kfouri e Fátima Turci. Mesmo com as novidades, Leila deixou a bancada do telejornal depois de quase quatro anos a frente do principal noticiário da casa.
Em junho de 1997, Gilberto Campos e Patricia Moskwyn passaram a apresentar o jornal, que agora voltou ao seu horário antigo, às 19h30, e passou a contar com apenas 22 minutos de duração. A intenção era deixar o noticiário mais enxuto e manter os 3 pontos de audiência conquistados na época. Com o passar do tempo, o jornal passou a contar com a apresentação de Áurea Leminski até chegar em Marcelo Ribeiro, que permaneceu ao lado de Gilberto Campos até 2006.
Em 2003, a CNT ganhou o reforço do comentarista político Carlos Chagas que apresentava programas de política na extinta Manchete e foi responsável também pelo Se Liga, Brasil!, mesa-redonda de política que ia ao ar aos fins de noite na recém-inaugurada TV!. Carlos também ganhou seu próprio programa na emissora, o Jogo do Poder.
Em 2007, passou a ser produzido pela sede carioca da CNT e ancorado por Ana Maria Tahan, que permaneceu até abril do mesmo ano.
Em 2007, a CNT formou parceria com o Jornal do Brasil para lançar a TV JB e com isso, o noticiário passou a se chamar Telejornal do Brasil, passando ser apresentado por Boris Casoy, que havia deixado a Rede Record em 2005. O jornal também contava com os comentários de Ana Maria Tahan, Augusto Nunes, Tales de Faria, Cláudia Mancini e José Eduardo Gonçalves. Por discordância interna, o telejornal durou cinco meses, saindo do ar em setembro do mesmo ano, juntamente com a emissora que saiu do ar.
A emissora só investiria em jornalismo em julho de 2008, com a contratação de Salete Lemos. Salete permaneceu na emissora até o início de 2013, em meio a boatos de que a rede iria ser comprada pela Igreja Mundial do Poder de Deus. Desde então, os jornalistas Rogério Siqueira, Adriana Perroni e Laila Dawa se revezaram para cobrir o espaço deixado . Com o arrendamento da Igreja Universal do Reino de Deus, as gravações foram encerradas e suas equipes foram dispensadas.
No dia 1 de setembro de 2014, o telejornal ganhou novo cenário, nova identidade visual e nova apresentadora: Vanessa Vitória. Agora, passou a ser ancorado diretamente de Brasília e voltou a contar com o comentarista político Carlos Chagas em seu elenco.
O telejornal ganhou reprise para Salvador de segunda à sexta feira em dois horários às 2:25 da madrugada e as 5:00 da manhã além de ser exibida a edição nacional às 22:30 através da CNT Bahia.
No dia 7 de abril de 2015, o telejornal ganhou novo horário passando a iniciar às 22:40 ganhando mais 10 minutos no ar e indo até às 23:10 voltando a ter 30 minutos de duração como antigamente.
A partir de 15 de abril de 2015, o jornal passou a ter a sua primeira correspondente internacional: a jornalista Fernanda Abras que já trabalhava na Rede em Brasília desde 2014, passou agora a atuar em Londres, de onde cobriria os principais fatos da Inglaterra e da Europa para o noticíario da emissora.
A partir de junho de 2015, o jornal passou a ser exibido às 22:15 nas terças e quintas e nas segundas, quartas e sextas às 22:25 horas.
Em 13 de julho de 2015, o jornal passou a ser exibido ás 22:30 com meia hora de duração indo até às 23 horas. Em 26 de abril de 2017, o jornal perdeu o comentarista político Carlos Chagas, que morreu aos 79 anos.
Em 20 de junho de 2019, Vanessa Vitória deixou a apresentação do noticiário devido à decisão da emissora de fechar a sucursal de Brasília, de onde o jornal era produzido. No dia seguinte, foi apresentada a última edição do CNT Jornal na capital federal, com Ana Carla Mourão; com ela mesma anunciando que a partir de 1 de julho, o CNT Jornal voltaria a ser feito de Curitiba, com novo cenário e nova equipe. Por isso, na semana seguinte, o jornal não foi apresentado para que houvesse a troca de equipamentos de Brasília para Curitiba. Nas semanas seguintes, foram realizados testes na sede da emissora em Curitiba, mas o telejornal que inicialmente estrearia em 1 de julho acabou estreando somente em 15 de julho, com apresentação de Odilon Araújo, que teve passagens por RPC TV e Rede Massa. Em outubro de 2020, Odilon Araújo deixou o jornal e foi substituído por Carina Godói.